# Reggie Jackson
Reginald Martínez Jackson (Abington Township, Pensilvania, Estados Unidos; 18 de mayo de 1946), más conocido como Reggie Jackson, es un exbeisbolista profesional estadounidense. Jugaba en la posición de jardinero derecho y jugó veintiuna temporadas en las Grandes Ligas de Béisbol (MLB). 
Apodado Mr. October por su bateo en momentos decisivos durante las postemporadas, Jackson ganó cinco veces la Serie Mundial: tres con los Oakland Athletics de manera consecutiva y dos con los New York Yankees, también de forma consecutiva. Fue All-Star catorce veces, ganó el premio al MVP de la Liga Americana en 1973 y fue nombrado MVP de la Serie Mundial en dos ocasiones. Fue incluido en el Salón de la Fama del Béisbol en 1991.

## Biografía
Su segundo nombre es Martínez por su padre, Martínez Jackson. Reggie aseguró en su autobiografía que tenía sangre negra, irlandesa, india y caribeña. Su abuelo era estadounidense afrodescendiente, y su abuela era afrodescendiente caribeña, nacida en St. Croix. Su padre, Martínez Clarence Jackson (afrodescendiente), se casó con Clara (afrodescendiente). El señor Jackson tenía dos hijos de su primer matrimonio: Clarence que lo llamaban “Joe” y Dolores. De su unión con Clara nacieron cuatro hijos: Beverly, James que lo llamaban “Slug”, Reggie y Tina la menor. 

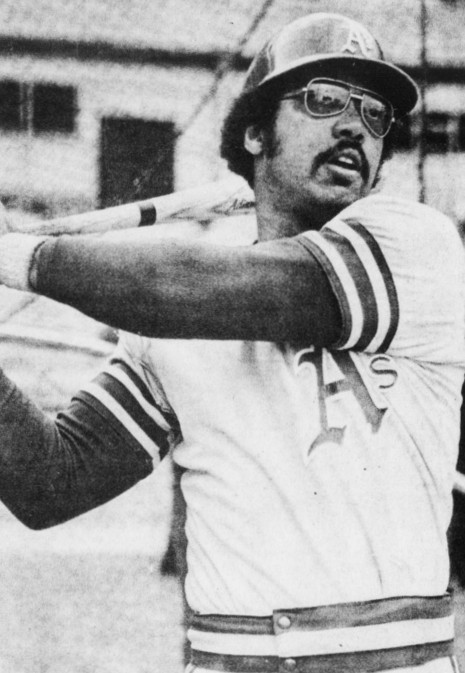
Reggie Jackson antes del tercer juego de la Serie Mundial de 1973.

Al concluir su secundaria, Reggie fue a estudiar a la universidad de Arizona State. Allí conoció a Jennie Campos, una joven mexicana estadounidense, con quien tuvo una romántica relación culminando en matrimonio. Con Jennie aprendió a hablar el español, algo que le ayudó mucho para comunicarse con sus compañeros del béisbol de habla hispana, especialmente cuando jugó pelota invernal en Puerto Rico, en la temporada de 1970-71, con los Cangrejeros de Santurce. Ese año encabezó la Liga de Puerto Rico en jonrones con 20, y carreras anotadas con 47.

## Carrera

### MLB

#### Kansas City/Oakland Athletics
Su carrera en las Grandes Ligas empezó en 1967 con números pésimos. Con los A´s logró apenas un jonrón en 118 turnos al bate y un pírrico promedio de bateo de .178. En 1968 inició la temporada desde el comienzo en las Grandes Ligas. Sus números fueron un poco mejor, aunque se ponchó 171 veces. Con todo, disparó 29 jonrones y bateó para .250. Ya en 1969 tuvo una mejoría notable de 47 jonrones, 118 carreras impulsadas, 123 carreras anotadas y 114 bases por bola, líder en las dos últimas categorías. Pero, característico de su carrera, fue ponchado 142 veces.
De los tres títulos consecutivos de los  A’s en la década de los setenta, no pudo participar en la de 1972 debido a una lesión que sufrió en el último juego de la Serie de Campeonato de la Liga Americana, al deslizarse en el plato anotando la carrera que le dio la corona a los Atléticos. En la del año siguiente, coronó un brillante año en el que fue nominado Jugador Más Valioso tanto de la temporada como de la Serie Mundial. El equipo repitió en 1974 derrotando a los Dodgers en cinco juegos.

#### Baltimore Orioles
Jackson también poseía un carácter áspero que le trajo muchas rencillas entre sus compañeros, managers y propietarios. Por discusiones con el dueño de los A´s fue traspasado a los Orioles con los que jugó una temporada.

#### New York Yankees
No tardó mucho en ser atraído por el ambiente de protagonismo de los Yankees, muy adecuado a su personalidad, y pasó a formar parte de sus filas en 1977. Nuevas rencillas provocó Reggie a su llegada a New York con su propietario George Steinbrenner y el mánager Billy Martin. Tanto, que en un juego regular frente a los Red Sox, Martin (dieciocho años mayor y de cuerpo frágil) se abalanzó sobre Reggie y tuvo que ser agarrado por otros jugadores y el coach afrodescendiente Elston Howard. Esa escena se puede ver en la serie televisiva "El Bronx en llamas" (The Bronx Is Burning).

Jackson bateando en el Yankee Stadium, julio de 1979.

La temporada, al fin, tuvo un cierre de éxito cuando los Yankees arribaron a la Serie Mundial frente a los Dodgers. En una entrevista a un jugador de New York, éste comentó que él no era adecuado para dar opiniones sino Mr. October, refiriéndose a Jackson por sus pasados éxitos. El sobrenombre le quedó de ahí en adelante. 
Reggie obtuvo el momento más memorable de su carrera al batear tres cuadrangulares frente a tres diferentes pitchers y tres únicos lanzamientos, en el sexto juego de la Serie Mundial. En total disparó cinco jonrones, se anotó otro título, y nuevamente fue el Jugador Más Valioso del clásico de otoño. 
En 1978 los Yankees pusieron emoción en la segunda mitad de la temporada al alcanzar a los Red Sox  y empatar el primer lugar de la división. Estaban a catorce juegos de distancia el 18 de julio. Un juego decisivo en el Fenway Park definió quien pasaría a la postemporada. Los Yankees ganaron 5-4 con una carrera que probó ser decisiva de Reggie: un cuadrangular que conectó en el octavo.
Los del Bronx sortearon la Serie de Campeonato frente a los Royals, y otra vez alcanzaron la Serie Mundial frente al viejo enemigo: los Dodgers. A pesar de que estos tuvieron ventaja inicial de dos juegos, nuevamente cedieron frente a los Yankees en seis.
En 1980 Jackson consiguió su mayor número de cuadrangulares en una temporada con los Yankees(41) y su tercer liderazgo de los cuatro que consiguió a lo largo de su carrera. El 11 de agosto alcanzó la cifra de 400 vuelacercas. En el año siguiente (el último de su contrato) nuevamente encaró a los Dodgers en la Serie Mundial, pero esta vez los angelinos serían los que se quedarían con el título.

#### California Angels

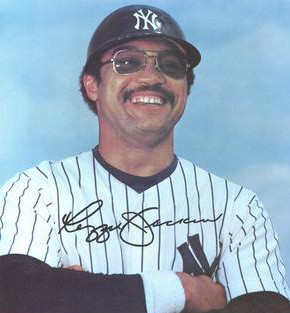
Reggie Jackson durante la temporada de 1981 como miembro de los Yankees de Nueva York.

Sus desavenencias con Steinbrenner y Martin lo llevaron a los California Angels (1982). Alcanzó su cuarta temporada con el mayor número de jonrones, llegó a los 2.000 hits en las Grandes Ligas el 18 de junio y un nuevo título divisional. Incluso logró marca negativa de más strikeouts (156). El 17 de septiembre de 1984 Mr. October llegó a los 500 jonrones, precisamente el día que bateó su primer cuadrangular (1967).
Su última postemporada fue la de 1986, en la cual los Angels perdieron el banderín de la Liga Americana frente a los Medias Rojas de Boston. 

#### Regreso a los A's
En 1987 fue el año en que decidió su retiro con su primer equipo: los A´s.
Entre los números finales de Reggie destacan sus 563 cuadrangulares (sexta mejor marca al momento de su retiro), 14 Juegos de Estrellas y cien o más jonrones con tres equipos diferentes; y, como no, el récord de más strikeouts en la historia: 2,597. Fue exaltado al Salón de la Fama del Béisbol en 1993, poco después ese mismo año los Yankees retiraron el número de su uniforme (44). Los A´s hicieron lo mismo pero con el número 9 en 2004.
El club de los Yankees colocó una placa honorífica en el Monument Park en el Yankee Stadium en el 2002. Reza así: "Uno de los más llamativos y emocionantes jugadores de su tiempo…un prolífico bateador en situaciones de presión". 
Entre muchas actividades Jackson actualmente trabaja con la organización de los Yankees como asistente.